# Monotalea
Monotalea é um género de foraminífero bentónico da família Textulariopsidae, da superfamilia Spiroplectamminoidea, da subordem Spiroplectamminina e da ordem Lituolida. Sua espécie tipo é Monotalea salsa. Sua faixa cronoestratigráfico extende-se ao Holoceno.

## Discussão
Classificações prévias tivessem incluído Monotalea no subordem Textulariina da ordem Textulariida, ou na ordem Lituolida sem diferenciar o subordem Spiroplectamminina. Algumas classificações incluem Monotalea na subfamilia Monotaleinae, da família Verneuilinidae da superfamilia Verneuilinoidea.

## Classificação
Monotalea inclui a seguinte espécie:
- Monotalea salsa